# Die dunkle Gräfin
Die dunkle Gräfin (Originaltitel: Кровавая леди Батори Krowawaja ledi Batori) ist ein russischer Horror‑Fantasyfilm aus dem Jahr 2015 von Andrei Konst. Der Film basiert lose auf der historischen Figur der ungarischen Gräfin Elisabeth Báthory (1560–1614), der zahlreiche grausame Morde an jungen Frauen nachgesagt wurden.

## Handlung
Zwei Waisenkinder, Bruder und Schwester, werden im 17. Jahrhundert in Transsylvanien des Diebstahls angeklagt. Die Gräfin Elizabeth Báthory rettet sie vor der Strafe und nimmt sie in ihr Schloss auf. Bald zeigt sich, dass sie in den Fängen einer grausamen Mörderin gelandet sind.

## Veröffentlichung
Der Film verzeichnete bei seinem Kinostart am 26. Februar 2015 in Russland rund 254.000 Zuschauer. Die Einnahmen in Russland und den GUS-Staaten betrugen etwa 932.000 US-Dollar. In den USA wurde der Film in einigen Kinos gezeigt. Die US-Kinopremiere fand am 5. März 2015 statt.
In Deutschland wurde der Film am 4. Mai 2017 bei Tiberius direkt auf DVD und Blu-ray mit englischem und deutschem Ton veröffentlicht. Der Film ist auf mehreren Streaming-Plattformen verfügbar. Die deutsche TV-Premiere fand am 21. Dezember 2019 auf Tele 5 statt.

## Rezeption
Der Filmdienst bezeichnete den Film als visuell reizvollen Horror, bemängelte aber, dass die Atmosphäre zugunsten von Schockeffekten aufgegeben werde.